# Geisa Coutinho
Geisa Aparecida Muniz Coutinho -més coneguda com a Geisa Coutinho- (Araruama, 1 de juny de 1980) és una esportista brasilera d'atletisme.
Va ser part del conjunt femení d'atletisme brasiler que va aconseguir la medalla de plata als Jocs Panamericans de 2011 en Guadalajara en la modalitat de 4x400 metres relleus, al costat de Bàrbara d'Oliveira, Joelma Sousa i Jailma de Lima, i la medalla de bronze en els 400 metres llisos. D'altra banda, es va alçar amb la medalla de bronze al costat de Maria Alimaro, Lucimar Teodoro i Josiane Tito en la modalitat 4x400 m relleus als Jocs Panamericans de 2003 a Santo Domingo.
En l'àmbit sud-americà, va ser medalla d'or en la categoria 4x400 m relleus del Campionat Sud-americà d'Atletisme a Barquisimeto 2003, Cali 2005 i Buenos Aires 2011. A més, pels 400 m va guanyar la mateixa medalla a Barquisimeto 2003, la medalla de plata a Cali 2005 i la medalla de bronze a Buenos Aires 2011. Va ser a Barquisimeto 2003 on va superar, al costat de María Almirao, Josiane da Silva i Lucimar Teodoro, el rècord sud-americà en 4x400 m relleus amb 3min 28s 64, mentre que el 7 d'agost de 2011 va superar novament la plusmarca subcontinental en la mateixa disciplina al Trofeu Brasil amb 3min 26s 68.
A nivell iberoamericà, va rebre la medalla d'or en els 4x100 metres relleus i els 4x400 m relleus del XV Campionat Iberoamericà d'Atletisme de 2012 a Barquisimeto, Veneçuela, i la medalla de plata en els 400 m.
D'altra banda, ha representat al seu país als Jocs Olímpics d'Atenes 2004.